# Olympia 81 (album d'Yves Montand)
 (février 2022).
Cet article concerne l'album d'Yves Montand. Pour l'album de Dalida, voir Olympia 81.
Albums de Yves Montand
Montand d'hier et d'aujourd'hui
(1980) Yves Montand In English
(1983)
Olympia 81 est un double album live d'Yves Montand, il sort en 1981.

## Liste des titres
Cette liste des titres est établie d'après l'édition double CD de 2004, qui restitue l'intégralité du tour de chant[source insuffisante].
| No  | Titre                                              | Auteur                                                    | Durée |
| --- | -------------------------------------------------- | --------------------------------------------------------- | ----- |
| 1.  | Je vais à Pied                                     | Francis Lemarque                                          |       |
| 2.  | Malgré Moi                                         | Jacques Prévert                                           |       |
| 3.  | L'Addition                                         | Jean-Loup Dabadie - Michel Legrand                        |       |
| 4.  | Ma Gigolette                                       | Jean Constantin, Jean Guigo - Alex Alstone, Jimmy Kennedy |       |
| 5.  | Battling Joe                                       | Jean Guigo - Loulou Gasté                                 |       |
| 6.  | Je me Souviens                                     | Louis Aragon - Philippe-Gérard                            |       |
| 7.  | Casse-Têtes                                        | Gébé - Philippe-Gérard                                    |       |
| 8.  | Ellington quarante et one                          | Jean Constantin                                           |       |
| 9.  | Sir Godfred                                        | Jacques Mareuil - Georges Liferman                        |       |
| 10. | Intermède musical                                  |                                                           |       |
| 11. | Dansons la Rose                                    | Eddy Marnay - Haydn Wood, Frederick Weatherly             |       |
| 12. | Hollywood                                          | David McNeil                                              |       |
| 13. | Les Bijoux                                         | Charles Baudelaire - Léo Ferré                            |       |
| 14. | L'Étrangère                                        | Louis Aragon - Léo Ferré                                  |       |
| 15. | Luna Park                                          | Jean Guigo - Loulou Gasté                                 |       |
| 16. | Mon Frère                                          | Nâzım Hikmet - Philippe-Gérard                            |       |
| 17. | Intermède (poème)                                  | Jacques Prévert                                           |       |
| 18. | Le Carrosse                                        | Henri Contet - Mireille                                   |       |
| 19. | Les Mirettes                                       | Roger Varnay - Marc Heyral                                |       |
| 20. | Le Temps                                           | Louis Aragon - Philippe-Gérard                            |       |
| 21. | Le Chat de la Voisine                              | René Lagary - Philippe-Gérard                             |       |
| 22. | Le Chef d'Orchestre est Amoureux                   | Jacques Mareuil - Georges Liferman                        |       |
| 23. | Le Télégramme                                      | Simone Signoret                                           |       |
| 24. | La Chansonnette                                    | Jean Dréjac - Philippe-Gérard                             |       |
| 25. | Sanguine                                           | Jacques Prévert                                           |       |
| 26. | Intermède musical : The Pink Panther Theme         |                                                           |       |
| 27. | Gilet Rayé                                         | Henri Contet - Louiguy                                    |       |
| 28. | Clémentine                                         | Jean Rougeul - Christiane Verger                          |       |
| 29. | La Bicyclette                                      | Pierre Barouh - Francis Lai                               |       |
| 30. | Dans ma Maison                                     | Jacques Prévert - Joseph Kosma                            |       |
| 31. | Le Cireur de Souliers de Broadway                  | Jacques Prévert - Henri Crolla                            |       |
| 32. | Intermède musical : Brooklyn Jazz Melody           |                                                           |       |
| 33. | Les Feuilles mortes                                | Jacques Prévert - Joseph Kosma                            |       |
| 34. | Le Jardin                                          | Jacques Prévert - Joseph Kosma                            |       |
| 35. | À Paris                                            | Francis Lemarque                                          |       |
| 36. | Intermède musical : Brooklyn Jazz Melody (reprise) |                                                           |       |

## Musiciens
- Bob Castella, piano, direction
- Raoul Duflot-Verez, claviers
- Marcel Azzola, accordéon
- Claude Pavy, guitare
- André Arpino, batterie, percussions
- Roger Paraboschi, batterie, percussions
- Michel Peyratout, basse
- Paul Méry, claviers
- Arrangements : Hubert Rostaing, Claude Pavy